# Oreophryne sibilans
Oreophryne sibilans és una espècie de granota que viu a Indonèsia.